# 박병천 (충청북도의원)
박병천(1964년 4월 27일 ~ )은 대한민국의 정치인이다. 충청북도의원을 지냈다.

## 학력
- 호서대학교 문화복지상담대학원 졸업(문학석사)

## 경력
- 민주평화통일자문회의 증평군 자문위원
- 증평군 자원봉사센터 부위원장
- 증평군 자원봉사센터 위원장
- 2022년 7월 1일 ~ : 제12대 충청북도의회 의원

## 역대 선거 결과
|  | 24.80% |

|  | 50.2% |